# Dunajec
50°14′35.16″N 20°43′41.88″Ø / 50.2431000°N 20.7283000°Ø
Dunajec ( Polsk udtale: [duˈnajɛt͡s] ) er en flod der løber gennem det nordøstlige Slovakiet og det sydlige Polen . Det er en højre biflod til Vistula- floden. Den begynder i Nowy Targ ved sammenløbet af to korte bjergfloder, Czarny Dunajec og Biały Dunajec (sort og hvid Dunajec). Dunajec danner grænsen mellem Polen og Slovakiet for 17 kilometer lang strækning i Pieninybjergene (Pieniny Środkowe), øst for Czorsztynreservoir.
Dunajec er 249 kilometer lang, inklusive kildefloden Czarny Dunajec, hvilket gør den til Polens trettendelængste flod. Denhar et afvandindsområde på 6.796 kvadratkilometer (4.838 i Polen, og 1.958 i Slovakiet). På den slovakiske/polske grænse løber den gennem Zamagurie-regionen med attraktioner som Dunajeckløften, Trzy Korony- massivet med en 500 meter dyb afgrund, Červený Kláštor og to slotte Pieninybjergene, i Czorsztyn og Niedzica .

## Forløb
Nedenfor de to kildestrømme løber Dunajec gennem en bred dal kaldet Nowotarska Basin. Derefter fylder den søen bag dæmningerne i Niedzica (Jezioro Czorsztyńskie-søen) og dæmningen i Sromowce Wyżne (Sromowce Wyżne-reservoiret). Den løber gennem den centrale del af Pieniny-området og skaber en malerisk drejning ved den polsk- slovakiske grænse mellem Sromowce Wyżne og Szczawnica, hvor den løber omkring Kotuńka- klippen, der adskiller området fra de overliggende dele af floden. Længere nede drejer den mod nord ind i de vestlige Beskider og Sądecka-bassinet, hvor det løber sammen med sin største biflod, Poprad-floden. Det flyder over en åben dal af Beskid-foden og falder ned over Rożnów- foden (med yderligere to dæmninger: Jezioro Rożnowskie-søen og Jezioro Czchowskie-søen) og til sidst fører den ind i Sandomierz- bassinet og dalen Vistula Lowlands. Dunajec strømmer ud i Vistula-floden i nærheden af Opatowiec .